# Chalchiuhtlicueyecatl
Chalchiuhtlicueyecatl dans la mythologie aztèque est la maison de la déesse Chalchiuhtlicue, située dans le Hueyauacaotlan (l'océan).